# Garten-Chrysantheme
Die Garten-Chrysantheme (Chrysanthemum ×grandiflorum, Syn.: Dendranthema × grandiflorum Kitam.) ist eine Zierpflanze aus der Gattung der Chrysanthemen (Chrysanthemum). Es handelt sich um eine Kreuzung aus ostasiatischen Elternarten, die in China schon seit 3000 Jahren gezüchtet wird.

## Beschreibung
Die Garten-Chrysantheme wächst als ausdauernde krautige oder am Grund leicht verholzende Pflanze, die Wuchshöhen von 20 bis 150 Zentimeter erreicht. Die Stängel stehen aufrecht. Die Laubblätter sind im Umriss breit eiförmig und gehen keilförmig in den Blattstiel über, die Länge der Blätter beträgt mehr als 6 Zentimeter. Die unteren Blätter sind fiederschnittig, weiter oben am Stängel werden sie zunehmend ganzrandig. Ihre Textur ist dick und ledrig. In kompliziert aufgebauten Gesamtblütenständen stehen einige bis viel körbchenförmige Teilblütenstände zusammen. Die Zungenblüten können bei den vielen Sorten Farben von grün, weiß, oder gelb, rosa- bis purpurfarben besitzen. Es gibt einfach und gefüllt blühende Sorten.

## Botanische Geschichte
Die Eltern der Garten-Chrysantheme sind verschiedene ostasiatische Chrysanthemum-Arten. Als Hauptelternteil gilt die Herbst-Chrysantheme (Chrysanthemum indicum), der Anteil anderer Arten an den Hybriden ist in zahlreichen Fällen unklar.
In China lassen sie sich seit etwa 500 v. Chr. nachweisen. 1630 wurden dort bereits mehr als 500 Sorten genannt. In Europa, speziell in Holland, sind sie seit Mitte des 17. Jahrhunderts bekannt, ihre allgemeine Verbreitung erfolgte jedoch erst im 19. Jahrhundert.
Nachdem 1789 drei chinesische Gartenformen nach Frankreich eingeführt worden waren, erkannte als erster der Botaniker Thomas Albin Joseph d'Audibert de Ramatuelle, dass diese nicht zu Chrysanthemum indicum L. gehörten und ordnete sie einer neuen Art Anthemis grandiflora zu, die durch Siro Kitamura zu der Hybride Dendranthema ×grandiflora wurde, die seit der Wiederherstellung des Gattungsnamens Chrysanthemum 1998 Chrysanthemum ×grandiflorum heißen muss. Dieser Name wurde erstmals von Broussonet 1805 neben Ch. indicum verwendet, jedoch als nomen nudum ohne Beschreibung oder Bezug auf einen anderen Autor. Ramatuelle selbst hatte noch alternativ den Namen Chrysanthemum morifolium vorgeschlagen, doch bestehen an der Gültigkeit dieses Vorschlags beispielsweise seitens der Autoren der Flora of China 2011 berechtigte Zweifel. Weitere Synonyme sind zum Beispiel Chrysanthemum ×hortorum hort. fide W.T.Mill., Chrysanthemum ×indicum hort. und Chrysanthemum ×morifolium Hemsl.
Der Name Chrysanthemum ×hortorum ist schwerlich als botanischer Name anzuerkennen, da der angeführte Autor Wilhelm Miller ihn nur als ein nomen nudum aufführt, ohne sich auf eine botanische Beschreibung zu beziehen. Er schreibt: "The common chrysanthemums of the florists (C. hortorum) are often called 'large-flowering' and 'autumn chrysanthemums,' to distinguish them from the hardy outdoor kinds, although neither of these popular names is entirely accurate or distinctive. They are the blended product of C. indicum and C. morifolium, two species of plants that grow wild in China and Japan. The outdoor or hardy chrysanthemums are derived from the same species, being less developed forms. The florist's chrysanthemum is not necessarily a glasshouse subject."
Die seit dem 19. Jahrhundert in Europa existenten mehr als 1.000 Sorten werden in zahlreiche Sortengruppen unterteilt. Die Indicum-Hybriden als älteste Gruppe haben die Herbst-Chrysantheme (Chrysanthemum indicum) als Elternteil, die seit 1917 bekannten Koreanum-Hybriden stammen aus dem Formenkreis um Chrysanthemum zawadzkii Herbich, die 1930 nach England gekommenen Rubellum-Hybriden gehen auf Chrysanthemum chanetii H.Lév. zurück.

## Gesundheit
In der Naturheilkunde und in der Ayurveda-Medizin wird die „Blume“ gegen Augenentzündungen und unreine Haut verwendet. Sie gilt außerdem als luftreinigend.
Der Kontakt mit Pflanzenteilen kann in manchen Fällen Hautirritationen und Allergien hervorrufen.

## Kulturelle Bedeutung

Kaiserliches Siegel Japans, das „Chrysanthemenwappen“

In Japan ist die Chrysantheme, insbesondere die Garten-Chrysantheme (jap. 菊, kiku) das Symbol des Kaiserhauses und der Thron wird auch als Chrysanthementhron bezeichnet. Das kaiserliche Chrysanthemensiegel wird auch als Staatswappen verwendet und die höchste japanische Auszeichnung ist der Chrysanthemenorden.
In Frankreich steht die Garten-Chrysantheme für Tod und Trauer. Sie ist mit dem katholischen Fest Allerheiligen verbunden.
In der Blumensprache bedeutet Chrysantheme – Mein Herz ist frei.